# Municipio de Greenfield (condado de Adair)
El municipio de Greenfield (en inglés: Greenfield Township) es un municipio ubicado en el condado de Adair en el estado estadounidense de Iowa. En el año 2000 el municipio tenía una población de 2.212 habitantes y una densidad poblacional de 149,8 personas por km². El municipio contiene una ciudad en su territorio, Greenfield, que además es la sede de condado.

## Geografía
El municipio de Greenfield se encuentra ubicado en las coordenadas 41°17′40″N 94°27′11″O / 41.29444, -94.45306..